# گردنه گدوک
گردنه گدوک نام منطقه و گردنه‌ای در جنوب استان مازندران و شمال شرق استان تهران است که جاده شهرستان سوادکوه به شهرستان فیروزکوه از آن می‌گذرد.
گردنه گدوک به طول ۱۷ کیلومتر در جاده فیروزکوه قرار دارد؛ این گردنه در حوزه شهرستان سوادکوه در استان مازندران قرار داشته؛ و محله ی گدوک در حوزه شهرستان سوادکوه در استان مازندران قرار گرفته است.
این منطقه کوهستانی بلندترین بخش این مسیر است و در اغلب مواقع سال، برف گیر و سرد بوده و برای مسافران دشواری ایجاد می‌کند. گدوک به خاطر قرار داشتن در ارتفاع در تابستان نیز خنک است و حتی مدت‌ها بعد از بهار نیز نشست برف در این محل نمایان است.
راه‌آهن سراسری ایران از این منطقه می‌گذرد که جلوه‌ای خاص به این منطقه بخشیده است و دارای تونل‌های متعددی است و در واقع چیز دیگری که این منطقه بدان شهرت دارد یکی از تونل‌های راه‌آهن است که بسیار طویل است و به تونل گدوک مشهور است و ساخت آن به دوران رضاشاه کبیر بر می‌گردد. از محله‌های گدوک، دوگل است که در آن پل‌هایی موازی به نام سه‌خط‌طلا قرار دارد و نیز دارای یک ایستگاه راه‌آهن است. یکی دیگر از محله‌های گدوک، شوراب است که در آن پلی به نام شوراب قرار دارد و نیز دارای یک آبشار فصلی است، محله‌ای نیز به نام گدوک قرار دارد که دارای یک ایستگاه راه‌آهن است. همچنین در منطقه نیز آش و دوغ و ماست محلی عرضه می‌شود.
گدوک زمستان‌های نسبتاً سرد دارد ولی هوای آن در بهار و تابستان ملایم است و ضمناً نشست سنگین برف وجود دارد.
مراسم محلی خاصی نیز هر ساله در مناطق ییلاقی گدوک در سوادکوه برگزار می‌شود.

## نام
دلیل نام‌گذاری گردنه گدوک روشن نیست. واژه گدوک در زبان ترکی آذربایجانی، با املای gədik و تلفظ درست گَدیک، معادل گردنه است. ناصرالدین‌شاه، که از خانواده‌ای ترک‌زبان بود و ترکی را هم در کنار فارسی می‌دانست، در سفر سال ۱۲۵۴ هجری‌خورشیدی به مازندران، می‌نویسد:
 چهارشنبه بیست‌وهشتم، منزل گچه‌سر است. دیشب، هوای شهرستانک خیلی سرد بود. امروز در بین راه، ابوالحسن‌خان سردار دیده شد. از دوآب گذشته، کنار رودخانه به نهار افتادیم. حکیم طولوزان، روزنامهٔ فرنگستان می‌خواند و صنیع‌الدوله ترجمه می‌کرد. از اینجا، میرشکار و میرزاعبدالله‌خانِ پیشخدمت و یک نفر مهندس فرستادیم که بروند راهِ گدوکِ زانوس را بسازند.
ناگفته نماند که او در تمام طول سفر درازش، تنها یک‌بار واژه گدوک را به معنای گردنه به کار برده و بارها (دقیق، ۲۳ بار) از واژه فارسی گردنه بهره برده است. در مدخل گدوک در لغت‌نامه دهخدا هم نوشته نشده که خاستگاه این واژه از کجاست. بنابراین معلوم نیست که واژه گدوک، از زبان مازندرانی (و یا زبان فارسی) وارد زبان ترکی آذربایجانی شده است یا برعکس.

## جاذبه‌های گردشگری

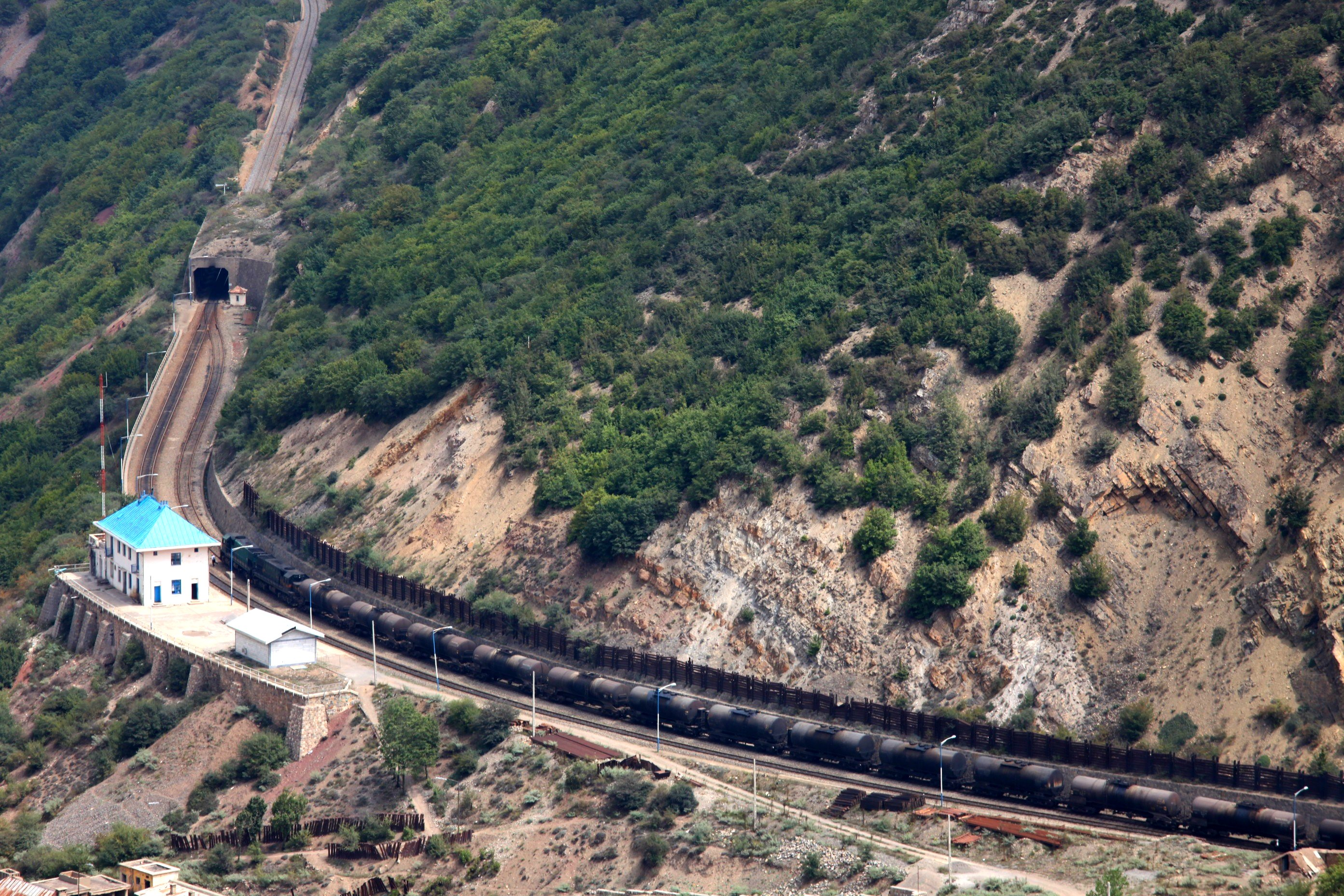
ایستگاه دوگل

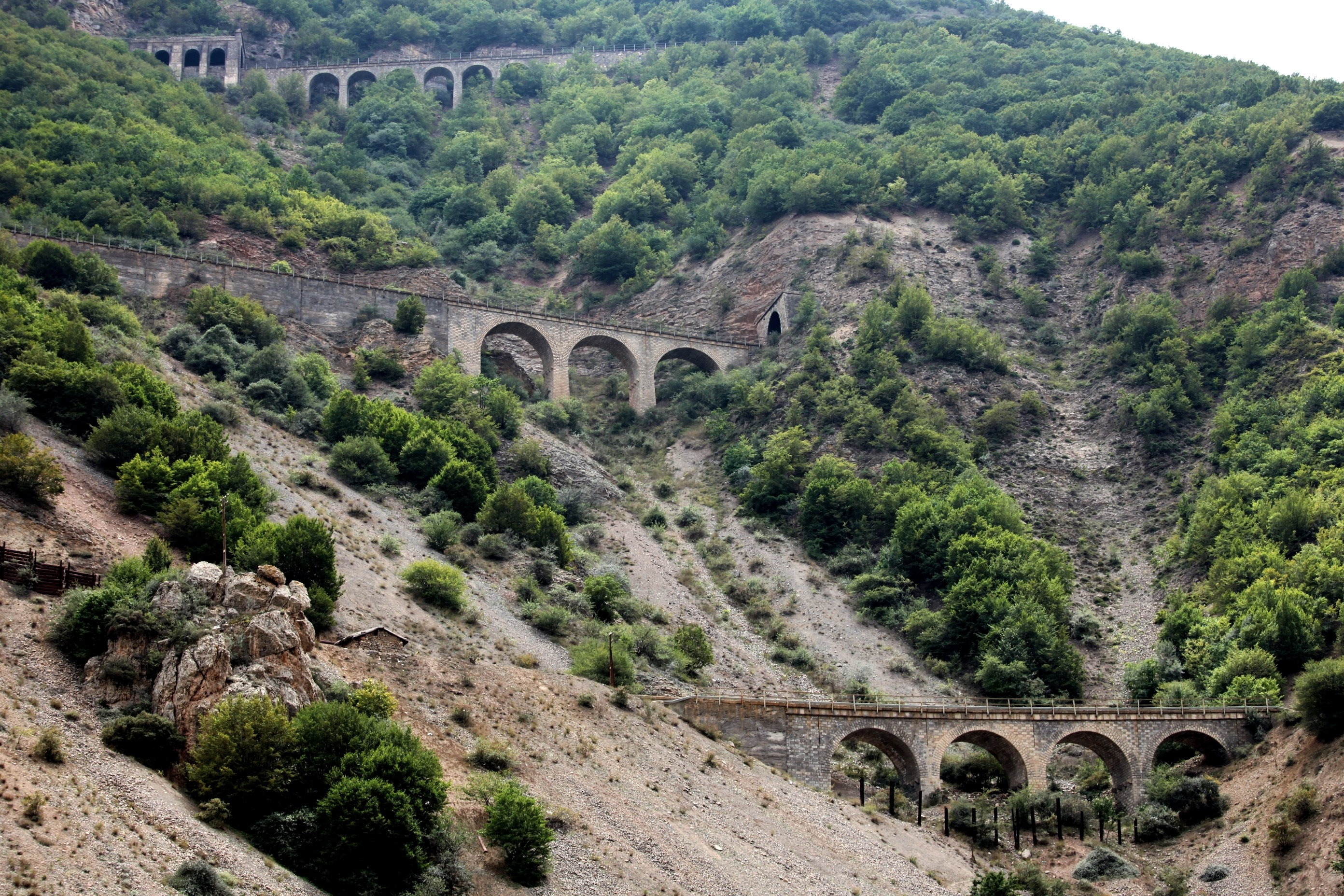
سه خط طلا

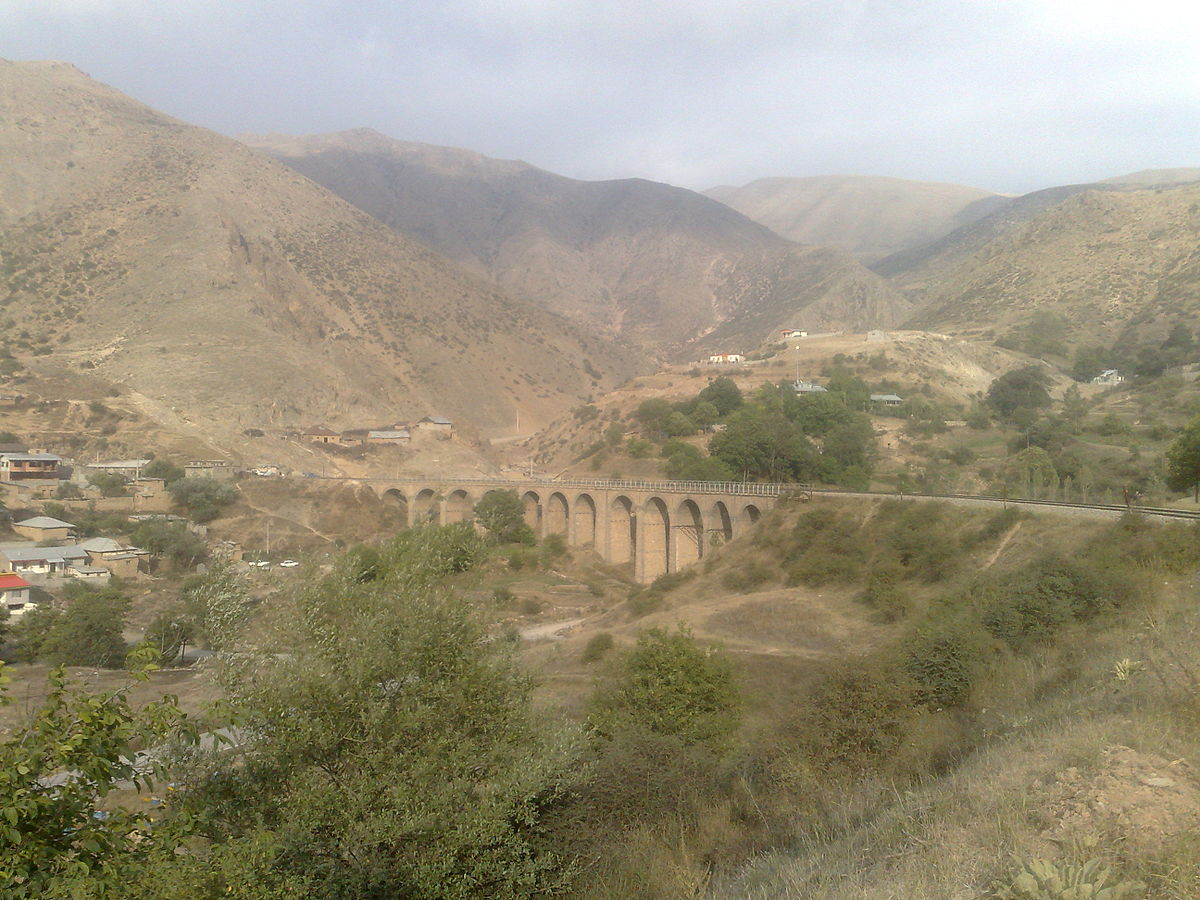
پل شوراب

تونل گدوک

- قله اروان‌بیگ
- چشمه گدوک
- کاروانسرای گدوک
- تونل راه‌آهن گدوک
- چشمه شورآب
- پل دروازه شوراب
- امامزاده شوراب
- سه خط طلا
- تونل‌های دوگل
- پل راه‌آهن دوگل
- ایستگاه راه‌آهن دوگل
- ایستگاه راه‌آهن گدوک
- مراتع ییلاقی

## کوهنوردی
مهم‌ترین قلل منطقه گدوک در شهرستان سوادکوه که در بخش البرز شرقی واقع شده است و برای کوهنوردی نیز مناسب می‌باشد، عبارت‌اند از:
قله اروان‌بیگ به ارتفاع ۲۸۰۰ متر و از قله‌های تپه‌ای می‌باشد. این قله از شمال به چپ‌دره، از جنوب به منطقه، از شرق به جاده فیروزکوه و از غرب به کتالان محدود می‌باشد و در فراز قله اروان‌بیگ، از غرب: خط‌الراس ارفع‌کوه، از جنوب غرب، دماوند و پاشوره و خط‌الراس دو برار و از شمال‌شرق، قدمگاه، اتابک، نرو و سرخیل دیده می‌شوند.
در این منطقه، درخت ارس (سرو کوهی)، گون، گل لاله و گیاهان دارویی مانند آویشن و چندین نوع گیاه دیگر وجود دارد. کم‌کم بر شیب مسیر افزوده می‌شود؛ زمان تقریبی رسیدن به قله، یک ساعت و نیم می‌باشد.
برای رسیدن به قله اروان‌بیگ، مسیرهایی وجود دارند که شناخته‌شده‌ترین آن‌ها چنین هستند:
- جاده فیروزکوه، مسیر صعود نزدیک به پلیس راه گدوک سوادکوه؛ ارتفاع این منطقه ۲۲۲۵ متر از سطح دریا می‌باشد. شیب این مسیر راهنمای خوبی است.
- جاده فیروزکوه، مسیر صعود چپ‌دره؛ با بالا و پایین رفتن از تپه‌ها و یال‌ها مسیری طولانی‌تر است و دو جبهه متفاوت از بلندای این قله قابل رویت است.

قله ورسه سر به ارتفاع ۳۱۵۰ متر می‌باشد؛ این قله روی خط‌الراس قله بزگوش قرار دارد. این کوه یال طولانی دارد و جبهه شمالی این کوه با دیواره‌های بلند و ریزشی تشکیل شده است.
برای رسیدن به قله ورسه‌سر، مسیرهایی وجود دارند که شناخته‌شده‌ترین آن‌ها چنین هستند:
- مسیر صعود چپ‌دره، در میان تونل دوقلو در جاده گدوک حد فاصل بین ورسک و گدوک می‌توان به این قله صعود کرد.
- جاده فیروزکوه، مسیر صعود از روستای کتالان در شهرستان فیروزکوه نیز برای صعود مناسب است.[۱۷]

قله اتابک به ارتفاع ۳۲۰۰ متر می‌باشد؛ این قله در ضلع شمالی قله قدمگاه با چشم‌اندازی به قله‌های ارفع‌کوه، قدمگاه، خرونرو، نیزوا و تیزکوه می‌باشد.
برای رسیدن به قله اتابک، مسیرهایی وجود دارند که شناخته‌شده‌ترین آن‌ها این مسیرها هستند:
- جاده فیروزکوه، مسیر صعود شوراب، امتداد جاده خاکی، زیر پل راه‌آهن چند دهانه و از دهانه شمالی آن می‌باشد.
- جاده فیروزکوه، مسیر صعود از روستای ورسک، به دلیل ارتفاع کمتر پای صعود، سخت‌تر است ولی زیباتر می‌باشد. زمان مناسب برای صعود قله اتابک اردیبهشت ماه است.[۱۸][۱۹]

## پوشش گیاهی
در مراتع ییلاقی منطقه گدوک، انواع درخت، درختچه و گیاهان از جمله: لاله، گون و پیرو (گونه‌ای درخت سرو) می‌رویند. بر اساس تحقیقات صورت گرفته، ۴۰۶ گونه گیاهی از ۶۲ خانواده و ۲۶۲ جنس در گدوک مشاهده شده است، ۵۱ گونه گیاهی شناسایی شده است که دارای ارزش دارویی هستند که متعلق به ۴۴ جنس و ۲۲ خانواده گیاهی هستند. نتایج آماری نشان می‌دهد که بیشترین درصد گیاهان دارویی مربوط به خانواده‌های نعنائیان، گلسرخیان، کاسنیان، باقلاییان و شب‌بویان می‌باشد. برخی گیاهان دارویی گدوک عبارتند از: گل گاو زبان، اسطوخودوس، قارچ، آویشن، زرشک، ولیک و باریجه که از آن‌ها در برخی از غذاها نیز استفاده می‌شود. منطقه گدوک به لحاظ شرایط آب و هوایی، موقعیت جغرافیایی و زمینه رشد گیاهان دارویی، یکی از مناطق مستعد تولید گیاهان دارویی است.

## جانوران
در منطقه گدوک، جانورانی از جمله: بز، قوچ، شوکا، گوزن، خرس، پلنگ، گراز و گرگ می‌باشند و پرندگانی نظیر کبک و قرقاول نیز در این منطقه می‌باشند.